# Wkręceni
Wkręceni – polski film komediowy z 2014 roku w reżyserii i na podstawie scenariusza Piotra Wereśniaka.
Zdjęcia plenerowe: Zamość. Premiera filmu odbyła się 10 stycznia 2014.

## Fabuła
Głównym bohaterem filmu jest niemający szczęścia w miłości Ślązak, Franek Szpak. Bohater niemal w tym samym czasie traci pracę i zostaje porzucony przez dziewczynę. Pracę tracą także jego dwaj koledzy – kucharz Tomek Zarówny i starszy monter elementów kokpitu – Zenobiusz Kozioł. Franek składa kolegom propozycję, by wybrać się „zaszaleć” do Warszawy. Los szykuje im jednak niespodziankę. Trójka przyjaciół w pewnym momencie zostaje wzięta za kogoś innego.

## Obsada
- Piotr Adamczyk − jako Franek „Franczesko” Szpak
- Bartosz Opania − jako Zenobiusz „Fikoł” Kozioł
- Paweł Domagała − jako Tomek „Szyja” Zarówny
- Kamilla Baar − jako dziennikarka Adrianna
- Dominika Kluźniak − jako Maja Mikulska
- Monika Krzywkowska − jako Anna Mikulska
- Kacper Kuszewski − jako komendant Grygalewicz
- Krzysztof Stelmaszyk − jako Mikulski (prezydent Zamościa)
- Piotr Głowacki − jako asystent prezydenta
- Katarzyna Glinka − jako Marta
- Julia Kamińska − jako pokojówka
- Marian Opania − jako wędkarz
- Jacek Król − jako starszy pracownik
- Artur Janusiak − jako miejscowy przedsiębiorca
- Rafał Romaniuk − jako masażysta

i inni

## W kulturze
Pod koniec 2016 roku Policja zaczęła rekwirowanie komputerów osobom, które między czerwcem a lipcem 2014 roku pobierały i udostępniały film Wkręceni w sieci wymiany plików torrent. Operacja objęła mieszkańców województwa zachodniopomorskiego.